# Andropterum
- Commons
- Wikispecies

Andropterum Stapf é um género botânico pertencente à família Poaceae, subfamília Panicoideae, tribo Andropogoneae.
São nativas da África.

## Espécies
Apresenta duas espécies:
- Andropterum stolzii (Pilg.) C.E. Hubb.
- Andropterum variegatum Stapf